# 호밀

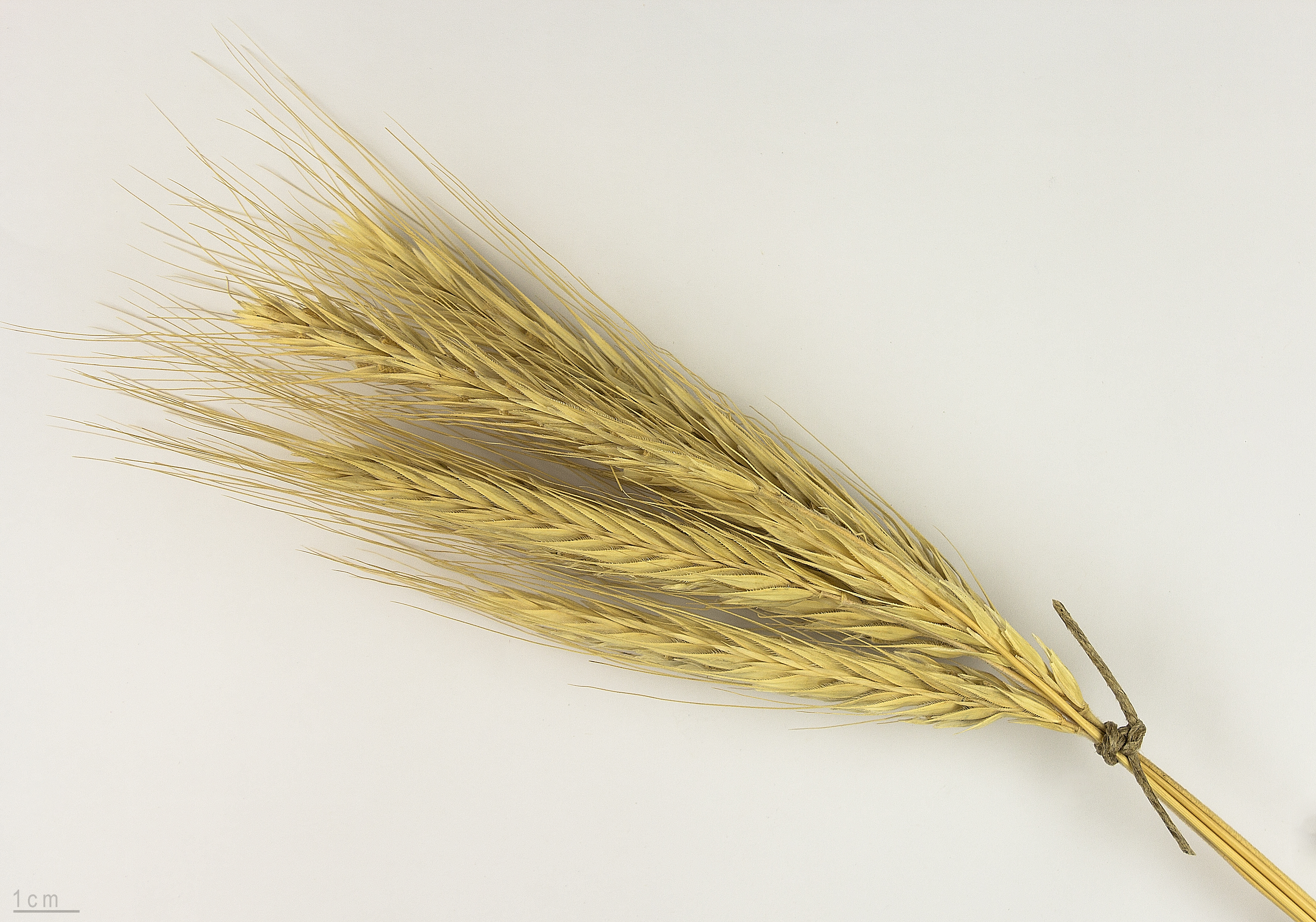
Secale cereale

호밀(胡-, 학명: Secale cereale, 영어: rye)은 캅카스·튀르키예가 원산이며 라이보리(rye)라고도 하는 벼과의 한해살이풀이다. 잎은 녹청색으로 어린잎의 윗면에는 벨벳 모양의 털이 밀생한다. 잎혀와 잎귀는 작고 백색이다.
봄에 줄기의 상부 5-7마디 사이가 신장하여 키가 약 1.5m, 품종에 따라서는 3m에도 달하며 줄기 끝에 이삭을 단다. 이삭은 밀보다 길고 다소 편평하며 이삭대에 작은이삭이 어긋나게 달린다. 작은이삭은 3가화로 되고 하위의 2가화가 결실한다. 영과는 다소 녹갈색 또는 자색을 띄고 표면에 주름이 있는 것이 많으며 등쪽에 세로홈이 있다.
크기는 밀보다 다소 길쭉하다. 맥류 중에서도 냉량한 기후에 적합하고 내한성이 강하며 건조한 사질토나 메마른 땅에서도 잘 자란다. 밀과는 속이 다르지만 근연종이며 인공적으로 교배한 잡종이 생겨 라이밀이라고 한다.
다소 산미가 있고 정백 제분하여 흑빵을 만든다. 또 위스키의 원료가 되며 맥아로 하여 보드카나 맥주를 양조한다. 간장이나 된장의 원료로도 쓸 수 있다. 호밀의 이삭(씨방)에 자낭균이 기생하면 흑색각상(黑色角狀)의 맥각이 생기며 이것은 약용한다. 풋베기한 것은 사료 및 녹비가 되며 영과도 양질인 농후사료가 된다.

## 기원
호밀속은 보리(Hordeum) 및 밀(Triticum)과 같은 다른 곡물을 포함하는 밀족(Triticeae)에 속한다.
'호밀속'을 뜻하는 속명 Secale은 "호밀"을 의미하는 이탈리아어 segale 및 프랑스어 seigle과 관련이 있으며 유래는 알 수 없지만 발칸 언어에서 파생되었을 수 있다. 영어 이름 rye는 네덜란드어 rogge, 독일어 Roggen, 러시아어 rozh와 관련된 고대 영어 ryge에서 유래되었으며 모두 동일한 의미를 갖는다.
호밀은 레반트, 터키 중부 및 동부와 인근 지역에서 야생으로 자라는 여러 곡물 중 하나이다. 시리아 북부 유프라테스 계곡의 텔 아부 후레이라(Tell Abu Hureyra)의 상석기 시대 유적지에서 발견된 증거에 따르면 호밀은 약 13,000년 전에 체계적으로 재배된 최초의 곡물 중 하나였다. 그러나 그 주장은 여전히 논란의 여지가 있다. 비평가들은 방사성 탄소 연대 측정의 불일치와 왕겨가 아닌 곡물만을 기준으로 식별하는 점을 지적한다.
호밀은 소아시아에서 서쪽으로 2차 작물로 가져왔을 가능성이 높다. 이는 호밀이 바빌로프 의태의 결과로 밀에 약간의 혼합물이었으며 나중에야 그 자체로 재배되었다는 의미이다. 이 곡물에 대한 고고학적 증거는 라인강과 도나우강을 따라 있는 로마 시대와 아일랜드와 영국에서 발견되었다. 로마의 박물학자 가이우스 플리니우스 세쿤두스는 호밀일지도 모르는 곡물을 무시하며 "매우 형편없는 음식이며 기아를 예방하는 데만 도움이 될 뿐이다"라고 썼다. 그는 "쓴 맛을 완화하기 위해 철자를 섞었고, 심지어 위장에 가장 불쾌하다"고 말했다.

## 설명
호밀은 씨앗을 얻기 위해 자라는 키 큰 풀이다. 연간 또는 격년이 될 수 있다. 환경 조건과 다양성에 따라 높이는 1~3미터(3피트 3인치~9피트 10인치)에 이르다. 잎은 청록색이고 길며 뾰족하다. 씨앗은 길이가 약 7~15cm(2.8~5.9인치)인 구부러진 머리 또는 스파이크로 운반된다. 이는 많은 작은 이삭으로 구성되어 있으며 각 작은 이삭에는 두 개의 작은 꽃이 있다. 작은 이삭은 머리 위로 왼쪽과 오른쪽으로 번갈아 나타난다.

## 참고 자료
- 이 문서에는 다음커뮤니케이션(현 카카오)에서 GFDL 또는 CC-SA 라이선스로 배포한 글로벌 세계대백과사전의 내용을 기초로 작성된 글이 포함되어 있습니다.